# Огнян Николов
Огнян Николов Великов е български състезател по борба свободен стил.

## Биография
Роден е на 13 юни 1949 година в град София. Печели сребърен медал на олимпийските игри в Мюнхен през 1972 година. През 1974 става носител на златния пояс на Дан Колов. Става европейски шампион от Мадрид 1974 година в категория до 52 кг. Печели среброто в София 1969 и бронз в Катовице 1972 година.